# Daegeum

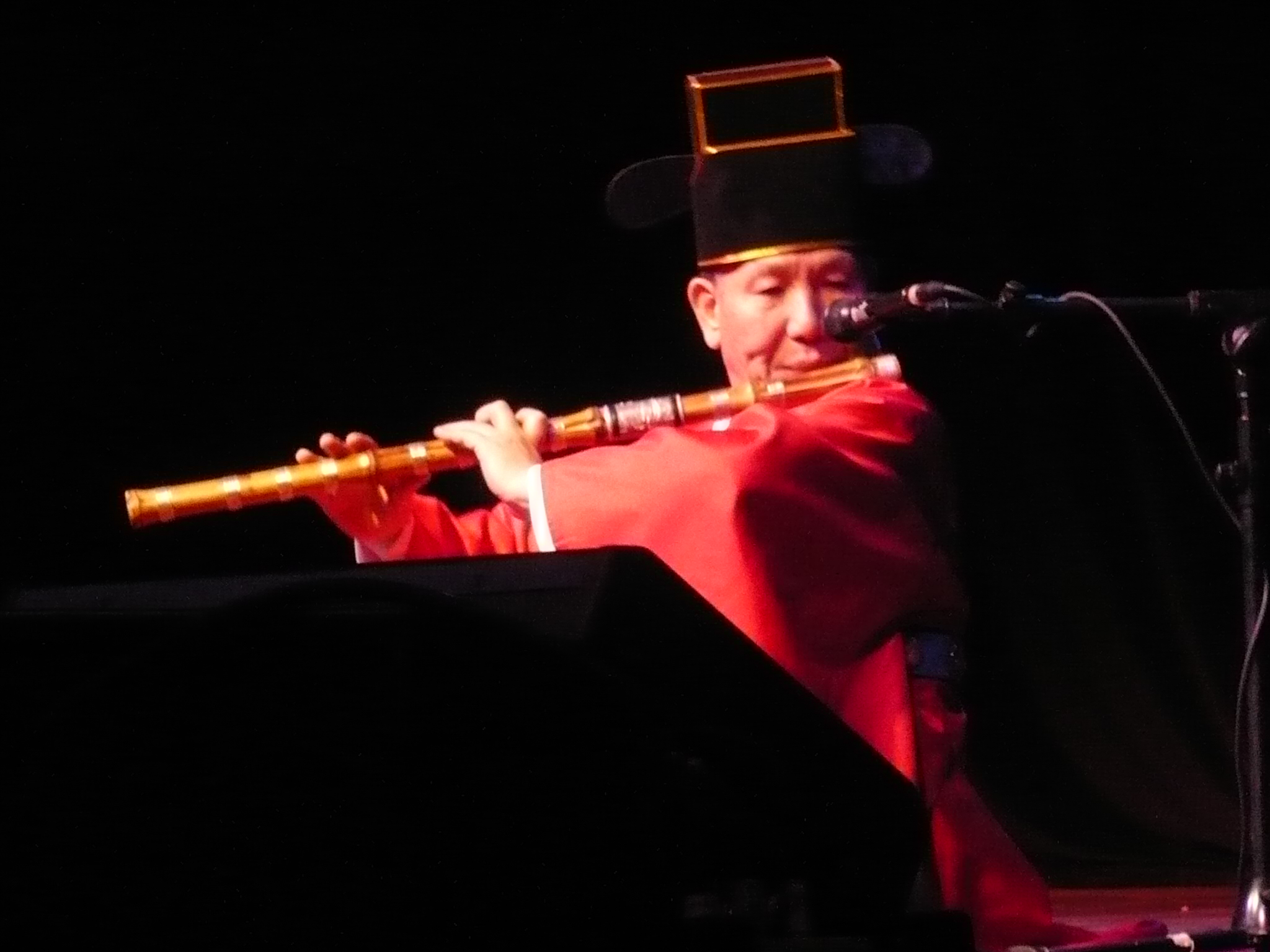
Músico tocando el daegeum.

El daegeum (en hangul, 대금; McCune-Reischauer, Taekŭm) es una larga flauta transversal, hecha de bambú la cual es utilizada en la música tradicional coreana. Tiene una membrana especial que le da un timbre específico. Es usada en música de tipo aristocrática, política y folclórica, así como en la música clásica contemporánea, música popular y escenas de cine.
Flautas de menor tamaño se pueden encontrar en la misma familia, las cuales incluyen el Junggeum (중금?, 中琴 o 中笒?) y el Sogeum (소금?, 小琴 o 小笒?), ninguno de ellos tiene su membrana que le da el zumbido a los Daegeum. A los tres juntos se les llama Samjuk (삼죽?, 三竹?, lit. 'tres bambúes'), como las 3 flautas primarias del período de Silla. Los conciertos individuales se llaman "daegeum sanjo" y fue descrito como una de las 'Propiedades Culturales intangibles de Corea por la Administración de la Herencia Cultural en Corea del Sur, 1971

## Historia
Según el folclore coreano, el Daegeum se dice fue inventado cuando el rey Sinmun de Silla fue informado por Park Suk Jun, el cuidador del océano (海官) (alrededor del año 618) que una pequeña isla estaba flotando hacia el templo Budista en el Mar de Japón. El rey ordenó a su cuidador del sol que investigara si esto era buena suerte. El cuidador le respondo que un rey muerto que se convirtió en un dragón de mar y que dos grandes guerreros iban a proteger Silla, y si el rey visitara el mar, el recibirá algo que no tiene precio. El rey pronto envió a una persona a traer el regalo. La persona le dijo que un árbol de bambú, situado al tope de la isla se convierte en 2 por la mañana y uno por la noche. Al día siguiente, la tierra se sacudió y llovió y el viento sopló, y el mundo quedó completamente a oscuras durante una semana. Cuando el rey fue a la isla personalmente, un dragón apareció ante él y le dijo que si el bambú en la isla era cortado, convertido en una flauta y tocado, que la nación volvería a ser pacífica. EL rey entonces cortó el árbol, lo convirtió en flauta y fue llamada Man Pa Sik Juk. 